# El paper de la dona republicana a la Guerra Civil Espanyola
El paper de la dona republicana a la Guerra Civil Espanyola no s'entendria si abans no retrocedim fins a finals del segle xix i principis del segle xx. Durant aquesta etapa es va començar a produir un moviment feminista organitzat a Espanya que advocava per una educació escolar femenina, facilitats laborals, equiparació de salaris, derogació de lleis discriminatòries i el dret de les dones al sufragi universal.
El 16 de juliol esclata a Espanya la Guerra Civil Espanyola la qual suposaria una divisió entre dos bàndols: els nacionalistes i els republicans. La guerra va sorprendre molts entre les quals es trobaven una part del sector femení que durant la II República van lluitar pels drets de les dones. Amb l'esclat del conflicte bèl·lic aquest sector de la població va prendre consciència que si a Espanya s'implementava un règim dictatorial els drets que havien aconseguit es perdrien. Per això aquestes dones van decidir actuar i lluitar per la vigència d'aquests drets que tant havia costat d'obtenir. Moltes d'aquestes dones van ser silenciades, repudiades, maltractades i en el pitjor dels casos, assassinades. Avui dia en podem conèixer algunes d'aquestes veus, com ara Paulina Ódena García, Concha Pérez Collado entre d'altres, però encara se'n desconeixen el paper de moltes altres.

## Context històric
El 16 de febrer de 1936 es van produir a Espanya unes eleccions generals que van donar la victòria al Frente Popular, una coalició de partits d'esquerra, conformada pel Partit Socialista Obrer Espanyol, el Partit Comunista i Esquerra Republicana entre d'altres.
Després de la victòria del bàndol d'esquerres es van produir una sèrie d'accions terroristes que pretenien mobilitzar al poble contra el govern d'esquerra. En els mesos successius el panorama social i militar d'Espanya va ser, de tot, menys tranquil. Diversos alts comandaments militars van planejar durant mesos una possible revolta enfront del govern republicà que es faria efectiva el 17 de juliol de 1936 i els dies successius. Però, què va fer que els militars s'alcessin just aquest dia? El 16 d'abril de 1936 un dels homes de José Castillo, un instructor de les milícies de la joventut socialista, va assassinar Andrés Sáenz d'Heredia, cosí del mateix José Antonio Primo de Rivera. Com a represàlia el 12 de juliol va ser assassinat el mateix José Castillo. Aquest fet va desencadenar la venjança de l'esquerra que va posar fi a la vida del diputat de Renovació Espanyola, José Calvo Sotelo, al mateix endemà. Aquest assassinat del líder de la dreta va acabar per decantar la balança dels indecisos al cop d'estat, entre ells es trobava el mateix Franco, a dur a terme una acció que comportaria un conflicte bèl·lic al nostre país.
Així començaria la Guerra Civil Espanyola que duraria fins a l'1 d'abril de 1939 amb la victòria del bàndol nacional amb el general Francisco Franco al capdavant. Ell mateix prendria les regnes d'Espanya sota un règim dictatorial fins a la seva mort el 20 de novembre de 1975.

## La dona a la República

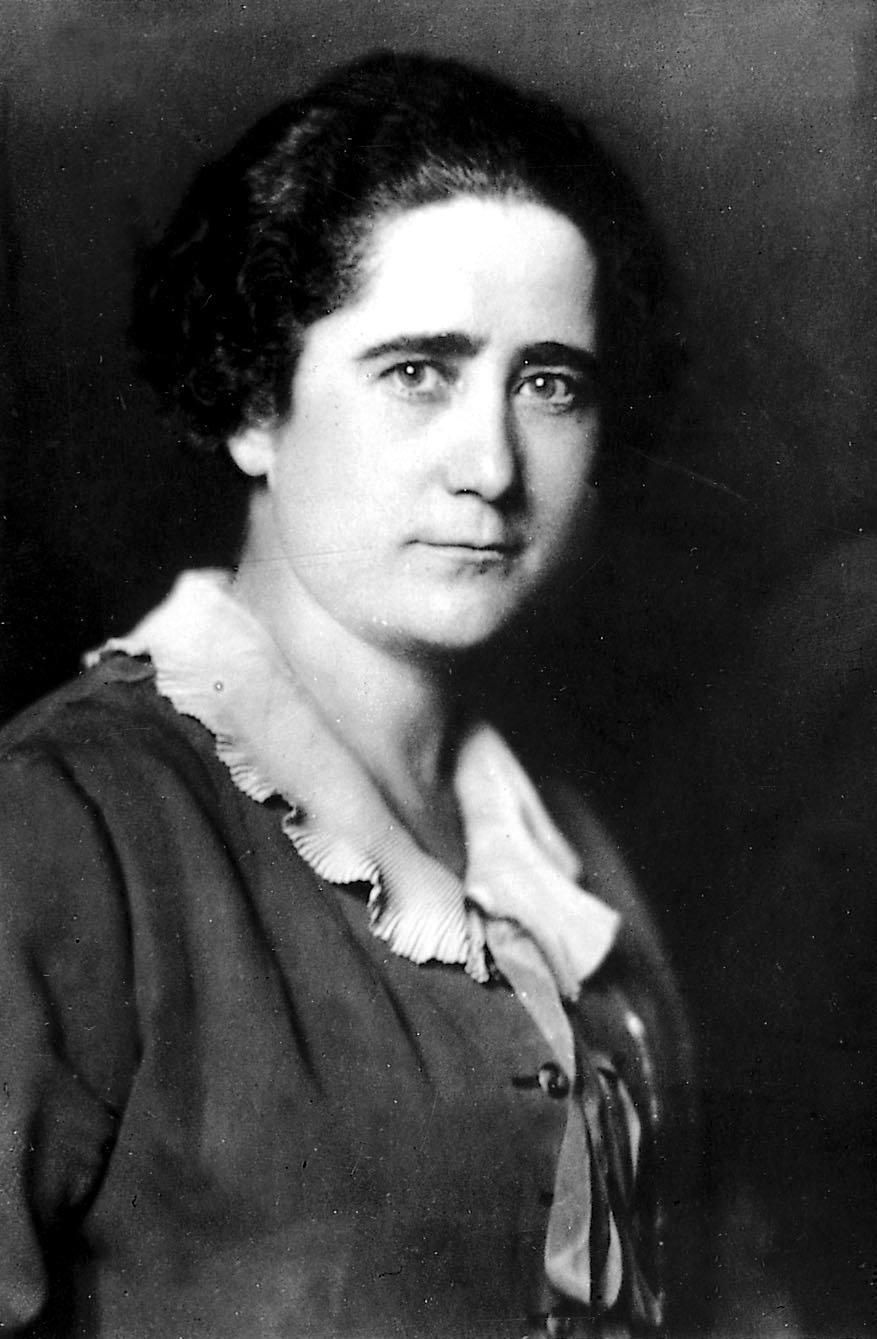
Clara Campoamor.

L'arribada de la II República, l'abril de 1931, va suposar una ona de pensament democràtic que va portar a una revisió de les lleis discriminatòries i a la concessió del sufragi femení. Encara que l'opinió general, tant d'esquerra com de dreta, cregués que la majoria de les dones, influenciades per l'Església catòlica, eren profundament conservadores, per la qual cosa la seva participació electoral suposaria un auge per a la dreta. Va ser Clara Campoamor (1888-1972), diputada i membre del Partit Radical, qui va assumir una apassionada defensa del dret de sufragi femení. Va argumentar en les Corts constituents que els drets de l'individu exigien un tractament legal igualitari per a homes i dones i que, per això, els principis democràtics havien de garantir la redacció d'una Constitució republicana basada en la igualtat i en l'eliminació de qualsevol discriminació per raó de sexe. Al final van triomfar les tesis sufragistes per 161 vots a favor i 121 en contra. En els vots favorables es van barrejar diputats de tots els orígens, moguts per molt diferents objectius. Van votar «sí» els socialistes, amb alguna excepció, alguns petits grups republicans, i els partits de dreta. Aquests últims ho van fer per creure que el vot femení seria massivament conservador, alguna cosa que es va demostrar que era una falsedat. Així, la Constitució republicana va concedir el sufragi a les dones, i amb això, la fi dels privilegis reconeguts fins a aquest moment exclusivament als homes. Al mateix temps, es va regular l'accés de les dones a càrrecs públics, es van reconèixer drets a la dona en la família i en el matrimoni, com el matrimoni civil, el dret de les dones a tenir la pàtria potestat dels fills, es va suprimir el delicte d'adulteri aplicat només a la dona i es va permetre legalment el divorci per mutu acord (llei del divorci de 1932). També es va obligar l'Estat a regular el treball femení i a protegir la maternitat, amb això, es van prohibir les clàusules d'acomiadament per contreure matrimoni o per maternitat, es va establir l'Assegurança Obligatòria de Maternitat i es va aprovar l'equiparació salarial per a tots dos sexes. El règim republicà estava posant a Espanya en el terreny legal a l'altura dels països més evolucionats referent a la igualtat entre els homes i les dones. De fet, es pot afirmar que la Segona República va donar a les dones l'oportunitat, fins al moment inimaginable, d'una presència en la vida social i política.

## "Las Milicianas"

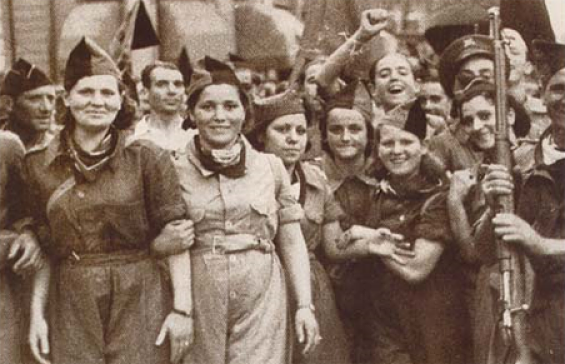
Grup de milicianas.

El juliol de 1936 existien dues grans organitzacions femenines de masses a Espanya: l'Associació de Dones Antifeixistes (AMA) que va arribar a agrupar a més de seixanta mil afiliades entre comunistes, socialistes, republicanes i fins i tot catòliques basques. Així i tot, predominaven en el seu si les socialistes i, sobretot, les comunistes amb Dolores Ibárruri com a presidenta i Lina Odena (JSU), Encarnación Fuyola (PCE) i Emilia Elías (PCE) com a secretàries del Comitè Nacional. Aquesta plataforma va ser l'única que arribaria a tenir reconeixement oficial i que rebria l'encàrrec del Govern de formar una Comissió d'Auxili Femení per a cooperar amb els ministeris de Guerra i d'Indústria i Comerç, orientada al proveïment del front i a l'atenció als combatents ferits). No obstant això van topar amb nombroses reticències oficials i, en la pràctica, només van exercir activitats de suport. Van reivindicar l'accés de la dona a l'educació i a la cultura, una maternitat equilibrada i responsable i la incorporació de les dones a la vida pública i social. Els seus plantejaments van ser recollits en les revistes Dones i Passionera, aquesta última creada a València. L'octubre de 1937 es va celebrar la segona conferència de l'AMA per a valorar la seva contribució en el conflicte. Es van dividir en dos grups: les partidàries d'anar al capdavant i aquelles que prioritzaven la rereguarda.
L'altra gran organització femenina existent en esclatar el conflicte era Dones Lliures. Estava identificada amb el pensament llibertari, però, de fet, funcionava de manera autònoma respecte a la CNT. Es van arribar a afiliar més de vint mil dones en les seves sigles, si bé, com va esdevenir amb l'Agrupació de Dones Antifeixistes, les necessitats bèl·liques van impedir la translació del seu ideal feminista a la pràctica. L'entitat disposava d'una revista homònima el primer número de la qual havia sortit el 2 de maig de 1936. Arribaria a comptar amb 147 agrupacions en 1937 quan va celebrar el seu primer i únic congrés. Dones Lliures seguia la línia ideològica cenetista, però desenvolupava el seu propi objectiu que era el d'emancipar al sexe femení del qual anomenaven triple esclavitud: esclavitud d'ignorància, esclavitud de dona i esclavitud productora.
La reacció de la classe obrera enfront del cop d'estat va ser el catalitzador que va permetre que, en les zones més urbanitzades de la zona republicana, algunes dones es comprometessin amb la defensa, fins i tot amb les armes, del règim del 1931 i que unes altres, combatessin també per la revolució.
En l'estiu de 1936, la figura heroica de la miliciana es va convertir ràpidament en símbol de la mobilització del poble espanyol en contra del feixisme. Encara així, el seu número va ser escàs i no constituïen un nou prototip femení sinó que eren un símbol de la guerra i la revolució, mentre que la seva figura estava dirigida a un públic masculí bàsicament com a incentiu perquè els homes assumissin les seves responsabilitats.

## Dones destacades
- Rosario Sánchez, "La Dinamitera"[5]

(Villarejo de Salvanés, Madrid, 1919 - Madrid, 2008), membre de l'organització juvenil comunista JSU. Rosario el juliol de 1936 es trobava a Madrid i no va dubtar a allistar-se en les milícies per a anar als ports de Somosierra a defensar la capital de la República. Va formar part del Cinquè Regiment en la brigada de Valentín González “El Pagès” amb un mosquetó que pesava set quilos. Setmanes després va ser destinada a la secció de dinamiters en la qual fabricava bombes casolanes. El 15 de setembre va perdre la seva mà dreta en confeccionar una magrana de mà. En sortir de l'hospital la van destinar al Comitè d'Agitació i Propaganda i va aconseguir un treball en la centraleta de la seva caserna general.
- Paulina Odena García[6]

(Barcelona, 1911 - Cubillas, Granada, 1936), militant del PCE, l'alçament la va sorprendre a Almeria on duia a terme el seu treball en la unificació de les joventuts marxistes. Allí va participar en combats i va ser nomenada delegada del comitè local, sent la seva columna l'encarregada de prendre Guadix i Motril. El setembre de 1936, prop de Granada, un error garrafal la va conduir fins a un control falangista en el qual es va suïcidar abans que aconseguissin detenir-la.
- Concha Pérez Collado[7]

(Barcelona, 1915 - 2014), membre de la CNT i de la FAI, va ingressar en 1936 en el Comitè Revolucionari del barri de les Corts. A més va participar en l'assalt a la caserna de Pedralbes, va formar part del grup Els Aguilons de les Corts i també va lluitar en els fronts de Casp i Belchite.
- Soledad Casilda Hernáez Vargas[8]

(Zizurkil, Guipúscoa, 1914 - Sant Joan de Llum, França, 1992). Membre de les Joventuts Llibertàries de la CNT, condemnada a 29 anys de presó en 1934 per portar material explosiu i repartir pasquins propagandístics dels quals va complir dos en les presons d'Hobarribia (Guipúscoa) i Alcalás d'Henares. Amb el triomf del Front Popular, el febrer de 1936, va recobrar la llibertat. En esclatar la guerra va combatre als carrers de Sant Sebastià i, posteriorment, va formar part de la Columna Hilario Zamora, procedent de Lleida, amb la qual va lluitar en el front d'Aragó aconseguint el rang de tinent.
- Mika Feldman de Etchebéhère[9]

(Moisès Ville, Santa Fe, l'Argentina, 1902 - París, 1992) va venir a lluitar a Espanya amb el seu marit, un comandant dels milicians del Partit Obrer d'Unificació Marxista (POUM) i en morir aquest en combat va ocupar el seu lloc assumint el comandament de 150 homes. Va participar com a cap de la columna del POUM en les batalles de Sigüenza, Moncloa, Pineda d'Húmera i Cerro de l'Àguila. Mika Feldman va ser de les poques dones que van arribar a ser oficialment capitanes i va ser l'única oficial superior femenina que va arribar a exercir d'adjunta de l'Estat Major.